# Parakultural

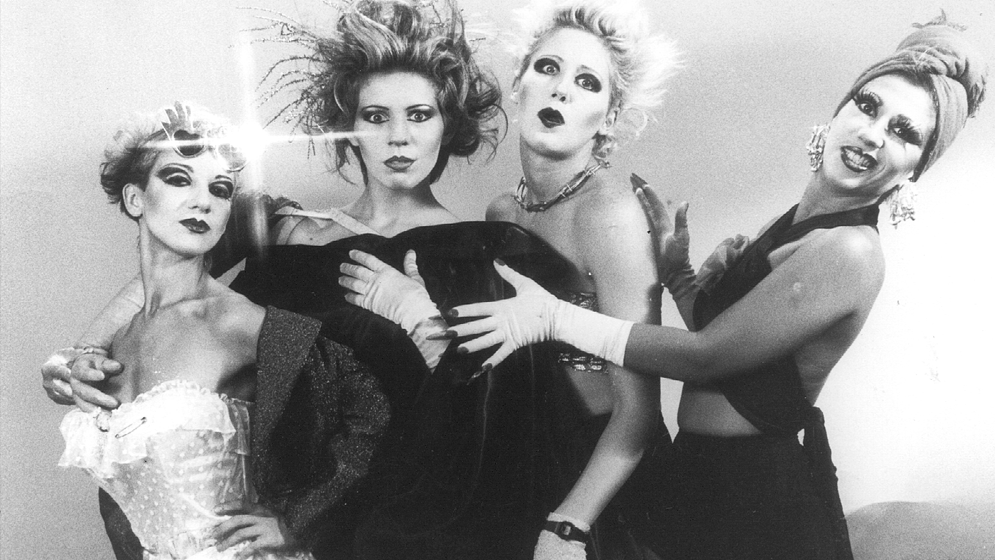
El grupo de teatro alternativo Gambas al Ajillo, emblemático del Parakultural

El Parakultural o Centro Parakultural fue un centro artístico multidisciplinario ubicado en la Ciudad de Buenos Aires, Argentina. 
El centro se convirtió, a mediados de los años 80 y principios de los 90, en paradigma de la cultura underground porteña, y principal centro de expresión de una movida artística que se había gestado durante el final de la última dictadura y los primeros años de democracia, durante el gobierno del presidente Raúl Alfonsín. El lugar sirvió, además, para el desarrollo de artistas que accederían, ya en la década de 1990, a los medios masivos de comunicación y sentarían las bases para una nueva generación de artistas.

## Historia

### Inicios
El Parakultural fue inaugurado por Omar Viola y Horacio Gabin en un sótano que habían alquilado en la calle Venezuela 336. Lo habían alquilado como sala de ensayo, allí Viola, Gabin, y actores como Batato Barea, Alejandro Urdapilleta y Las Gambas al Ajillo, ensayaban por las noches, hasta que decidieron invitar gente a los ensayos y luego abrirlo al público. La movida cultural, que alcanzaría el éxito allí, se había gestado en diferentes locales de la ciudad, en especial en el Café Einstein, propiedad de Omar Chabán. 
El Parakultural se caracterizaba por ofrecer teatro, música en vivo y artes plásticas no convencionales en ese momento, destacándose principalmente la diversidad de espectáculos ofrecidos, desde el teatro underground, o los monologuistas, hasta las bandas de rock independientes. 
En sus primeros años se destacaron allí las Gambas al ajillo (grupo humorístico formado por cuatro mujeres: Alejandra Flechner, María José Gabin, Verónica Llinás y Laura Markert), Barea, Urdapilleta, Humberto Tortonese, Susana Cook, Los Melli, Las hermanas Nervio, El Clú del Claun, entre otros. Por su escenario también desfilaron las más importantes bandas de la escena under y alternativa de la segunda mitad de los ochenta, algunas de las cuales lograron masividad y/o renombre: Los Violadores, Sumo, Trixy y Los Maniáticos (luego simplemente Los Maniáticos), Comando Suicida, Don Cornelio y la Zona, Los Redondos, Los Fabulosos Cadillacs, Celeste Carballo, Los Intocables, Flema, Todos Tus Muertos, Los Corrosivos, Pena de Muerte, Los Pillos, Antihéroes, entre otras.
La Argentina todavía conservaba ciertos procedimientos poco democráticos: en reiteradas oportunidades los espectáculos fueron suspendidos por la policía para pedirle la identificación a todos los espectadores.

### Final y cambio de etapa
En 1990 el Sindicato de Porteros compra el edificio donde se encontraba el Parakultural, y se niega a renovar el contrato. De esta forma (cerró sus puertas el 17 de julio de 1990, con una fiesta despedida que incluía la actuación de Amor Indio.  Sin embargo continuaría en el Teatro Galpón del sur (con sus citas parakulturales) y en las varietés del Parakafe. Finalmente, a fines de 1991 (el 4 de octubre o antes) se abre un nuevo Parakultural New Border en la calle Chacabuco al 1000. Aquí se suman nuevos artistas, como Alfredo Casero, Carlos Belloso, Diego Capusotto, Mex Urtizberea, Marcelo Mazzarello, Mariana Briski y Valeria Bertuccelli. El 6 de diciembre de ese año el teatro underground sufre una importante pérdida, Batato Barea muere víctima del sida. En 1995 las quejas de los vecinos, la policía y el hecho de que muchos de los actores ya tenían lugar en los medios masivos de comunicación, desencadenaron el cierre definitivo de aquel local del Parakultural.

## En la actualidad
Antes del cierre definitivo de Chacabuco, Omar Viola y Horacio Gabin habían descubierto, por así decir, el tango. Fue así que luego de cerrado este local siguieron con la idea del Parakultural pero orientado al mundo milonguero. Pasaron, entre otros, por La Catedral y Salón Canning. Es en este último donde hasta el día de hoy siguen llevándose a cabo las actividades de El Parakultural. En los últimos años adoptó el nombre de Milonga del Parakultural.
La pista del Parakultural es conocida como la mejor pista de baile de Buenos Aires. Han hecho presentaciones en ella todos los grandes bailarines contemporáneos del género